# Concacaf Champions Cup
De Concacaf Champions Cup (letterlijk: "kampioenenbeker") is het belangrijkste voetbaltoernooi voor clubs in Noord-Amerika, de Caraïben en Centraal-Amerika. De voetbalbekercompetitie wordt georganiseerd door de voetbalbond Concacaf en heeft zestien deelnemers. De winnaar plaatst zich voor het wereldkampioenschap voor clubs (FIFA Club World Cup). Het toernooi is vergelijkbaar met de UEFA Champions League, waarin tweeëndertig clubs deelnemen. Sinds de naamswijziging naar CONCACAF Champions League in 2008 werden dertien edities gewonnen door een Mexicaanse club en een editie door een Amerikaanse club. In 2023 werd de naam van het toernooi gewijzigd naar Concacaf Champions Cup.
De landen uit Noord-Amerika en Centraal-Amerika kregen jaarlijks een aantal plaatsen aangewezen en wezen de clubs aan op basis van de eindstand in de competitie. De landen uit de Caraïben hadden in totaal drie plaatsen en speelden eerst een kwalificatietoernooi, het CFU Club Championship, om de clubs te bepalen. Vanaf het seizoen 2024 zullen er een aantal wijzigingen worden doorgevoerd, waardoor de samenstelling van de deelnemende clubs verandert.
De deelnemers zijn als volgt verdeeld (seizoen 2024):
- 6 Liga MX-clubs
- 5 MLS-clubs
- 2 Canadian Premier League-clubs
- 1 Lamar Hunt US Open Cup-winnaar
- 1 Canadian Championship-winnaar
- 3 Leagues Cup-clubs
- 6 CONCACAF Central American Cup-clubs
- 3 CONCACAF Caribbean Cup-clubs

Aan de voorloper CONCACAF Champions Cup (situatie tot 2008) deden acht teams mee, waaronder twee uit de Verenigde Staten/Canada en twee uit Mexico. Via het CFU Club Championship plaatste zich een land en de drie plaatsen voor clubs uit Centraal-Amerika werden bepaald in het kwalificatietoernooi Copa Interclubes UNCAF.

## Finales
| Jaar                      | Winnaar                | Uitslag(en)                  | Finalist               |
| ------------------------- | ---------------------- | ---------------------------- | ---------------------- |
| CONCACAF Champions Cup    |                        |                              |                        |
| 1962                      | CD Guadalajara         | 1-0, 5-0                     | CSD Comunicaciones     |
| 1963                      | Racing Club Haïtien    | *                            | CD Guadalajara         |
| 1967                      | Alianza FC             | 1-2, 3-0 5-3 (play-off)      | CRKSV Jong Colombia    |
| 1968                      | Club Toluca            | *                            |                        |
| 1969                      | Cruz Azul              | 0-0, 1-0                     | CSD Comunicaciones     |
| 1970                      | Cruz Azul              | *                            |                        |
| 1971                      | Cruz Azul              | 5-1 (play-off na groepsfase) | LD Alajuelense         |
| 1972                      | CD Olimpia             | 2-0, 0-0                     | SV Robinhood           |
| 1973                      | SV Transvaal           | *                            |                        |
| 1974                      | CSD Municipal          | 2-1, 2-1                     | SV Transvaal           |
| 1975                      | Atlético Español       | 3-0, 2-1                     | SV Transvaal           |
| 1976                      | CD Águila              | 5-1                          | SV Robinhood           |
| 1977                      | Club América           | 1-0, 0-0                     | SV Robinhood           |
| 1978                      | geen winnaar           | *                            |                        |
| 1979                      | CD FAS                 | 1-0, 8-0                     | CRKSV Jong Colombia    |
| 1980                      | Pumas UNAM             | groepwinnaar                 |                        |
| 1981                      | SV Transvaal           | 1-0, 1-1                     | Atlético Marte         |
| 1982                      | Pumas UNAM             | 0-0, 3-2                     | SV Robinhood           |
| 1983                      | CF Atlante             | 1-1, 5-0                     | SV Robinhood           |
| 1984                      | Violette Athletic Club | *                            |                        |
| 1985                      | Defence Force          | 2-0, 0-1                     | CD Olimpia             |
| 1986                      | LD Alajuelense         | 2-1, 2-1                     | SV Transvaal           |
| 1987                      | Club América           | 1-1, 2-0                     | Defence Force          |
| 1988                      | CD Olimpia             | 2-0, 2-0                     | Defence Force          |
| 1989                      | Pumas UNAM             | 1-1, 3-1                     | FC Pinar del Río       |
| 1990                      | Club América           | 3-2, 6-0                     | FC Pinar del Río       |
| 1991                      | Puebla FC              | 3-1, 1-1                     | Police FC              |
| 1992                      | Club América           | 1-0                          | LD Alajuelense         |
| 1993                      | Deportivo Saprissa     | groepwinnaar                 |                        |
| 1994                      | CS Cartaginés          | 3-2                          | CF Atlante             |
| 1995                      | Deportivo Saprissa     | groepwinnaar                 |                        |
| 1996                      | Cruz Azul              | groepwinnaar                 |                        |
| 1997                      | Cruz Azul              | 5-3                          | Los Angeles Galaxy     |
| 1998                      | DC United              | 1-0                          | Club Toluca            |
| 1999                      | Necaxa                 | 2-1                          | LD Alajuelense         |
| 2000                      | Los Angeles Galaxy     | 3-2                          | CD Olimpia             |
| 2002                      | CF Pachuca             | 1-0                          | Monarcas Morelia       |
| 2003                      | Club Toluca            | 3-3, 2-1                     | Monarcas Morelia       |
| 2004                      | LD Alajuelense         | 1-1, 4-0                     | Deportivo Saprissa     |
| 2005                      | Deportivo Saprissa     | 2-0, 1-2                     | Pumas UNAM             |
| 2006                      | Club América           | 0-0, 2-1                     | Club Toluca            |
| 2007                      | CF Pachuca             | 2-2, 0-0 ns (7-6)            | CD Guadalajara         |
| 2008                      | CF Pachuca             | 1-1, 2-1                     | Deportivo Saprissa     |
| CONCACAF Champions League |                        |                              |                        |
| 2009                      | CF Atlante             | 2-0, 0-0                     | Cruz Azul              |
| 2010                      | CF Pachuca             | 1-2, 1-0                     | Cruz Azul              |
| 2011                      | CF Monterrey           | 2-2, 1-0                     | Real Salt Lake         |
| 2012                      | CF Monterrey           | 2-0, 1-2                     | Santos Laguna          |
| 2013                      | CF Monterrey           | 0-0, 4-2                     | Santos Laguna          |
| 2014                      | Cruz Azul              | 0-0, 1-1 (u)                 | Deportivo Toluca FC    |
| 2015                      | Club América           | 1-1, 4-2                     | Montreal Impact        |
| 2016                      | Club América           | 2-0, 2-1                     | Tigres UANL            |
| 2017                      | CF Pachuca             | 1-1 1-0                      | Tigres UANL            |
| 2018                      | Chivas Guadalajara     | 2-1, 1-2 ns 4-2              | Toronto FC             |
| 2019                      | CF Monterrey           | 1-0, 1-1                     | Tigres UANL            |
| 2020                      | Tigres UANL            | 2-1                          | Los Angeles            |
| 2021                      | CF Monterrey           | 1-0                          | Club América           |
| 2022                      | Seattle Sounders       | 2-2, 3-0                     | Pumas UNAM             |
| 2023                      | Club León              | 2-1, 1-0                     | Los Angeles            |
| CONCACAF Champions Cup    |                        |                              |                        |
| 2024                      | CF Pachuca             | 3-0                          | Columbus Crew          |
| 2025                      | Cruz Azul              | 5-0                          | Vancouver Whitecaps FC |

Niet gespeelde finales
- 1963: Oorspronkelijk zou de finale over twee wedstrijden in Guadalajara worden gespeeld. Na problemen met hun paspoorten kon RC Haïtien niet aantreden. Na afwijzing van drie speelgelegenheden, diende CD Guadalajara op 7 februari 1964 een klacht in bij de CONCACAF, die Guadalajara als kampioen aanwees. Na bezwaar van Haïtien hierop, besloot de CONCACAF tot een wedstrijd op 2 april 1964. Chivas kon op deze datum niet spelen vanwege een reeds geplande tournee door Europa, waarop de CONCACAF Haïtien als kampioen aanwees.
- 1968: Club Toluca werd als winnaar aangewezen, nadat Aurora FC en SV Transvaal beide werden gediskwalificeerd na schermutselingen tussen beide supportergroepen in hun tweede halve finale wedstrijd.
- 1970: Cruz Azul werd als winnaar aangewezen, nadat Deportivo Saprissa en SV Transvaal zich hadden teruggetrokken.
- 1973: SV Transvaal werd als winnaar aangewezen, nadat Deportivo Saprissa en LD Alajuelense zich hadden teruggetrokken.
- 1978: Club Universidad de Guadalajara, Comunicaciones en Defence Force, de finalisten van de drie regionale zones, konden geen akkoord bereiken over de speeldata voor de finale ronde.
- 1984: Violette AC werd als winnaar aangewezen, nadat CD Guadalajara en New York Pancyprian-Freedoms beide werden gediskwalificeerd nadat geen akkoord kon worden bereikt over de speeldata tussen beide clubs.

Champions Cup: 1962 · 1963 · 1964 · 1965 · 1967 · 1968 · 1969 · 1970 · 1971 · 1972 · 1973 · 1974 · 1975 · 1976 · 1977 · 1978 · 1979 · 1980 · 1981 · 1982 · 1983 · 1984 · 1985 · 1986 · 1987 · 1988 · 1989 · 1990 · 1991 · 1992 · 1993 · 1994 · 1995 · 1996 · 1997 · 1998 · 1999 · 2000 · 2002 · 2003 · 2004 · 2005 · 2006 · 2007 · 2008

Champions League: 2008/09 · 2009/10 · 2010/11 · 2011/12 · 2012/13 · 2013/14 · 2014/15 · 2015/16 · 2016/17 · 2018 · 2019 · 2020 · 2021 · 2022 · 2023

Champions Cup: 2024 · 2025